# Tygers of Pan Tang
Tygers of Pan Tang (Тайгерс оф Пан Танг, с англ. — «Тигры Пан-Танга») — британская хеви-метал-группа, сформированная в 1978 году в Уитли Бей, пригороде Ньюкасла. Группа была названа по имени персонажей рассказов Майкла Муркока про Элрика Императора Мелнибона — домашних животных Волшебников Панг Танг — элитной группы воинов, поклонявшихся хаосу.

## История

### Первые годы, 1978—1983
Группа была сформирована Джесом Коксом (вокал), Робом Уиром (гитара), Ричардом «Рокки» Лосом (бас) и Брайаном Диком (барабаны). Они играли в распространённых на севере Англии клубах рабочих (en:Working men's club) и сначала подписали контракт с местным независимым лейблом Neat Records, а позже с более известным агентством MCA. После нескольких синглов в 1980 году они выпустили свой первый альбом Wild Cat. Альбом достиг 18-го места в британском чарте через неделю после выпуска.
Впоследствии Джон Сайкс (бывший участник Streetfighter, а позже — Badlands, Thin Lizzy, Whitesnake и Blue Murder) присоединился к группе как второй гитарист. Джес Кокс после ссоры с другими участниками группы ушел и был заменён вокалистом Persian Risk Джоном Девериллом. Этим составом в 1981 г. группа выпустила Spellbound.
Сайкс ушёл после выпуска третьего альбома Crazy Nights (после ухода Джон Сайкс достиг особого успеха с Thin Lizzy и затем Whitesnake). Он был заменён экс-гитаристом Penetration Фредом Персером, которому пришлось учить музыкальный материал группы за два дня перед началом очередных гастролей.

### 1985—1987, расформирование
В 1985 году Джон Деверилл и Брайен Дик преобразовали группу. С ними играли Стив Лэм и Нил Шеппард на гитарах и Клине Ирвин на басе. Дейв Донолдсон позже заменил Клина Ирвина. Тем временем, Роб Уирд и Джес Кокс сформировали параллельный проект Tyger-Tyger.
Преобразованные Tygers of Pan Tang выпустили The Wreck-Age летом 1985-го и Burning in the Shade в 1987 году, последний альбом был признан критиками крайне неудачным, и группа расформировалась.

### Воссоединение
В 1998 году на Wacken Open Air Джес Кокс присоединился к Blitzkrieg, и они сыграли три старых песни Tygers. Выступление было позитивно принято, и год спустя, чтобы отметить 20-ю годовщину Tygers и 10-ю годовщину фестиваля Wacken, группа была приглашена играть на главной сцене. Концерт вышел альбомом Live at Wacken.

## Участники

### Текущий состав
- Джакопо Мейлле — вокал (2004 — наши дни)
- Роб Уир — гитара (1978—1983, 1999, 2000 — наши дни)
- Мики Кристал — гитара (2013 — наши дни)
- Гэвин Грэй — бас-гитара (1999, 2011 — наши дни)
- Крэйг Эллис — ударные (2000 — наши дни)

### Бывшие участники

#### Вокал
- Ричи Викс (2004)
- Тони Лидделл (2000—2004)
- Джон Деверилл (1981—1983, 1984, 1985—1987)
- Джесс Кокс (1978—1981, 1999)

#### Гитара
- Дин «Дино» Робертсон (2000—2013)
- Гленн С Хоус (1999)
- Стив Лэмб (1984, 1985—1987)
- Нил Шепард (1984, 1985—1987)
- Фред Пёрсье (1982—1983)
- Джон Сайкс (1980—1982)

#### Бас
- Брайан Вест (2000—2011)
- Дэйв Дональдсон (1985—1987)
- Клин Ирвин (1983—1985)
- Ричард «Рокки» Лос (1978—1983)

#### Ударные
- Крис Перси (1999)
- Брайан Дик (1978—1983, 1985—1987)

## Дискография

### Альбомы
- Wild Cat — 1980 — #18 UK
- Live at Nottingham Rock City — Live, 1981
- Spellbound — 1981 — #33 UK
- Crazy Nights — 1981 — #51 UK
- The Cage — 1982 — #13 UK
- The Wreck-Age — 1985
- First Kill (переиздание ранних демозаписей) — 1986
- Burning in the Shade — 1987
- On the Prowl: The Best Of (сборник) — 1999
- Mystical — 2001
- Live at Wacken — Live, 2001
- Live in the Roar — Live, 2003
- Noises from the Cathouse — 2004
- Detonated (сборник) — 2005
- Leg of the Boot: Live in Holland — Live, 2005
- Big Game Hunting (The Rarities) — 2005
- Animal Instinct — 2008[2]
- Ambush — 2012
- Tygers of Pan Tang — 2016
- Ritual — 2019
- Bloodlines — 2023

### EPs
- Back and Beyond (ограниченный тираж в 3000 экз.) — 2007[3]
- The Wildcat Sessions — 2010[3]
- The Spellbound Sessions (ограниченный тираж в 1000 экз.) — 2011[3][4]

### Синглы
- «Don’t Touch Me There» / «Burning Up» / «Bad Times» — 1979
- «Rock ’N’ Roll Man» / «All Right on the Night» / «Wild Cats» — 1980
- «Suzie Smiled» / «Tush» — 1980
- «Euthanasia» / «Straight as a Die» — 1980
- «Don’t Stop By» / «Slave to Freedom» (live) / «Raised on Rock» (live) — 1981
- «Hellbound» / «Don’t Give a Damn» / «Don’t Take Nothing» / «Bad Times» — 1981 — #48 UK
- «The Story So Far» / «Silver and Gold» / «All or Nothing» — 1981
- «Love Don’t Stay» / «Paradise Drive» — 1981
- «Do It Good» / «Slip Away» — 1982
- «Making Tracks» / «What You Sayin’» — 1982
- «Paris by Air» / «Love’s a Lie» — 1982 — #63 UK
- «Rendezvous» / «Life of Crime» — 1982 — #49 UK
- «Love Potion No. 9» / «The Stormlands» — 1982 — #45 UK
- «Lonely at the Top» / «You Always See What You Want» — 1983[2]